# Wen Yiduo
Wen Yiduo, nato Wén Jiāhuá 聞家驊 (cinese tradizionale: 聞一多; cinese semplificato: 闻一多; pinyin: Wén Yìduō; Wade-Giles: Wen I-to; Hubei, 24 novembre 1899 – 15 luglio 1946), è stato uno scrittore e poeta cinese, i cui nomi di cortesia erano Yǒusān (友三) e Youshan (友山).

## Biografia

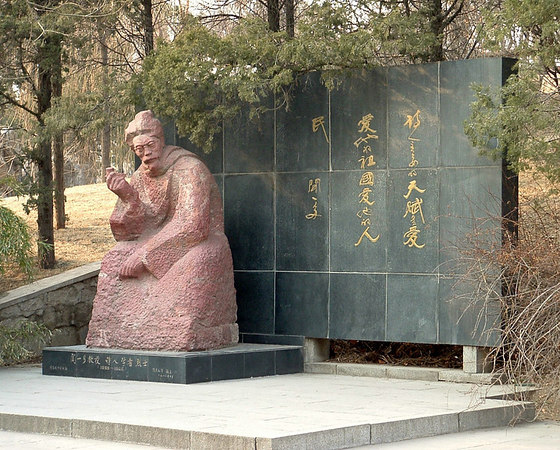
Statua di Wen Yiduo all'Università Tsinghua di Pechino

Nato nella contea di Xishui, Wen ricevette un'educazione tradizionale e, successivamente, continuò gli studi all'Università Tsinghua. Nel 1922 viaggiò negli Stati Uniti per studiare belle arti e letteratura all'Art Institute of Chicago, e proprio durante il periodo americano scrisse e pubblicò la sua prima raccolta di poesie, Hongzhu (紅燭, Candela rossa). Nel 1925 tornò in Cina, dove ottenne una cattedra come docente universitario. Nel 1928 fu pubblicata la sua seconda raccolta di poesie, Sishui (死水, Acqua morta). Stilisticamente, la sua poesia è alquanto influenzata dai modelli occidentali, studiati durante la permanenza statunitense. Sempre nel 1928, si unì alla letteraria Società della Luna Crescente, per la quale scrisse saggi sulla poesia inneggiando alle "proprietà formali" di quest'ultima. In questo periodo, iniziò a pubblicare i risultati delle sue ricerche sulla letteratura cinese classica.
Allo scoppio della seconda guerra sino-giapponese, e quindi della seconda guerra mondiale, Wen si trasferì a Kunming, Yunnan, dove continuò ad insegnare ottenendo un posto alla National Southwestern Associated University. Nel 1944 si attivò anche politicamente, divenendo sostenitore della Lega Democratica Cinese, causa che portò avanti fino alla morte. La sua personalità troppo esplicita in campo politico portò al suo assassinio, nel 1946, da parte di alcuni agenti segreti del Kuomintang. Wen era reduce dal funerale dell'amico Li Gongpu, anch'egli ucciso dal Kuomintang.